# Zenón Quintana
Zenón Quintana (Castillo Siete Villas, 1848 - Madrid, 1929) est un photographe espagnol.

## Biographie
Zenón Quintana est né dans la province de Santander (Espagne), à Castillo Siete Villas, appartenant à la municipalité d'Arnuero, en 1848. Actif à Santander et dans les environs, il a gardé toute sa vie une amitié avec son collègue le photographe Amadeo Courbón, ressortissant français, ainsi qu'avec l'écrivain José María de Pereda.

## Galerie

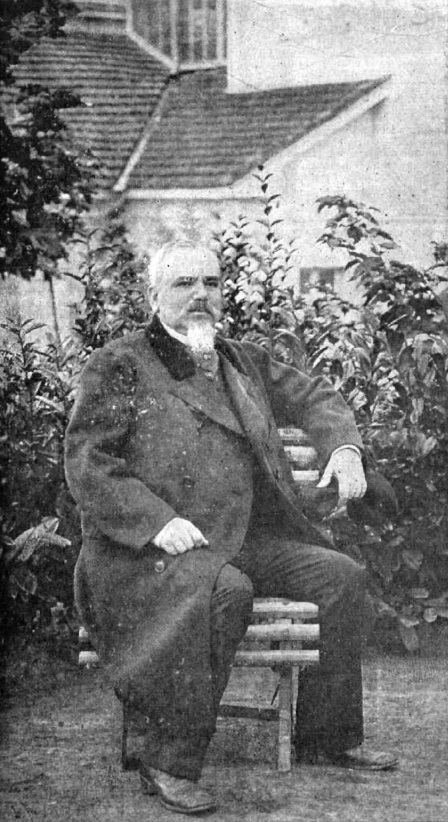
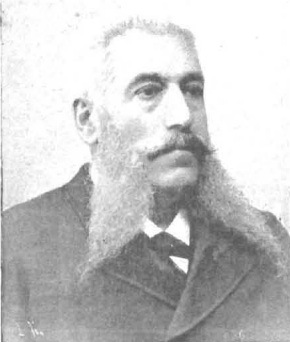
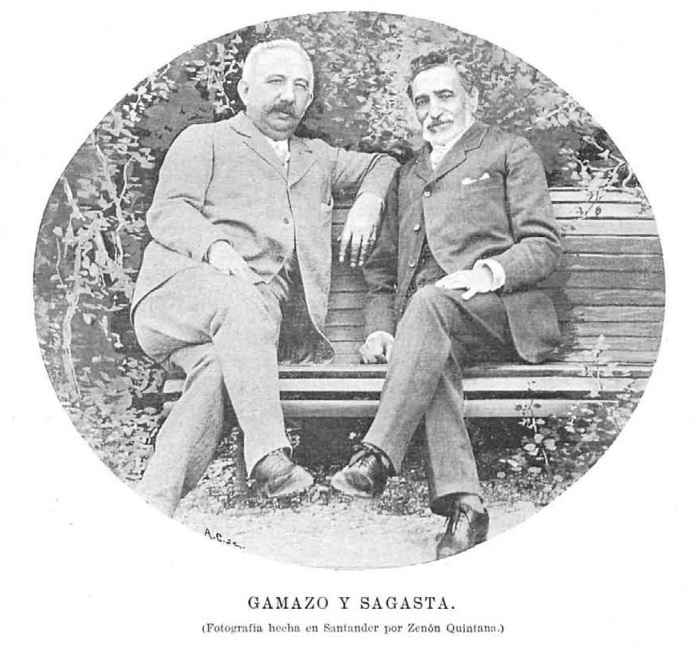
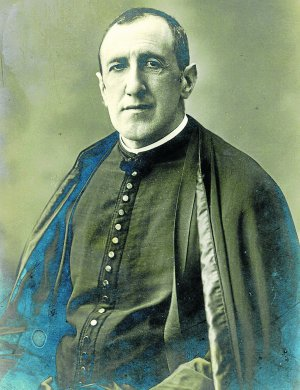

## Source
- (es) Cet article est partiellement ou en totalité issu de l’article de Wikipédia en espagnol intitulé « Zenón Quintana » (voir la liste des auteurs).